# La Rivière des Disparues
La Rivière des Disparues (Long Bright River) est une série télévisée américaine réalisée par Hagar Ben-Asher et diffusée depuis le 13 mars 2025 sur Peacock.
Il s’agit de l'adaptation de l'ouvrage du même nom de l'autrice américaine Liz Moore (en), publié en 2020.

## Synopsis
À Philadelphie, l'officier de police Mickey Fitzpatrick patrouille à Kensington, un quartier ravagé par la criminalité. Lorsqu’une série de meurtres sont commis, elle réalise que cela pourrait être bien plus personnel qu’elle ne l’imaginait et pourrait être lié à la disparition de sa sœur, Kacey. 

## Distribution
Sauf indication contraire, les informations mentionnées dans cette section peuvent être confirmées par les bases de données cinématographiques IMDb et Allociné,  présentes dans la section « Liens externes ».

### Acteurs principaux
- Amanda Seyfried : Mickey Fitzpatrick
- Nicholas Pinnock : Truman Dawes
- Ashleigh Cummings :  Kacey Fitzpatrick
- Callum Vinson : Thomas Fitzpatrick
- John Doman : Gee

### Acteurs secondaires
- Dash Mihok : Eddie Lafferty
- Britne Oldford : Dr Aura Williams
- Matthew Del Negro : Simon Cleare
- Harriet Sansom Harris : Mrs Mahon
- Patch Darragh : le sergent Ahearn
- Joe Daru : Davis Danjarat
- Perry Mattfeld : Paula

## Production

### Tournage
Le tournage a lieu à New York en mars 2024.